# David Donoho

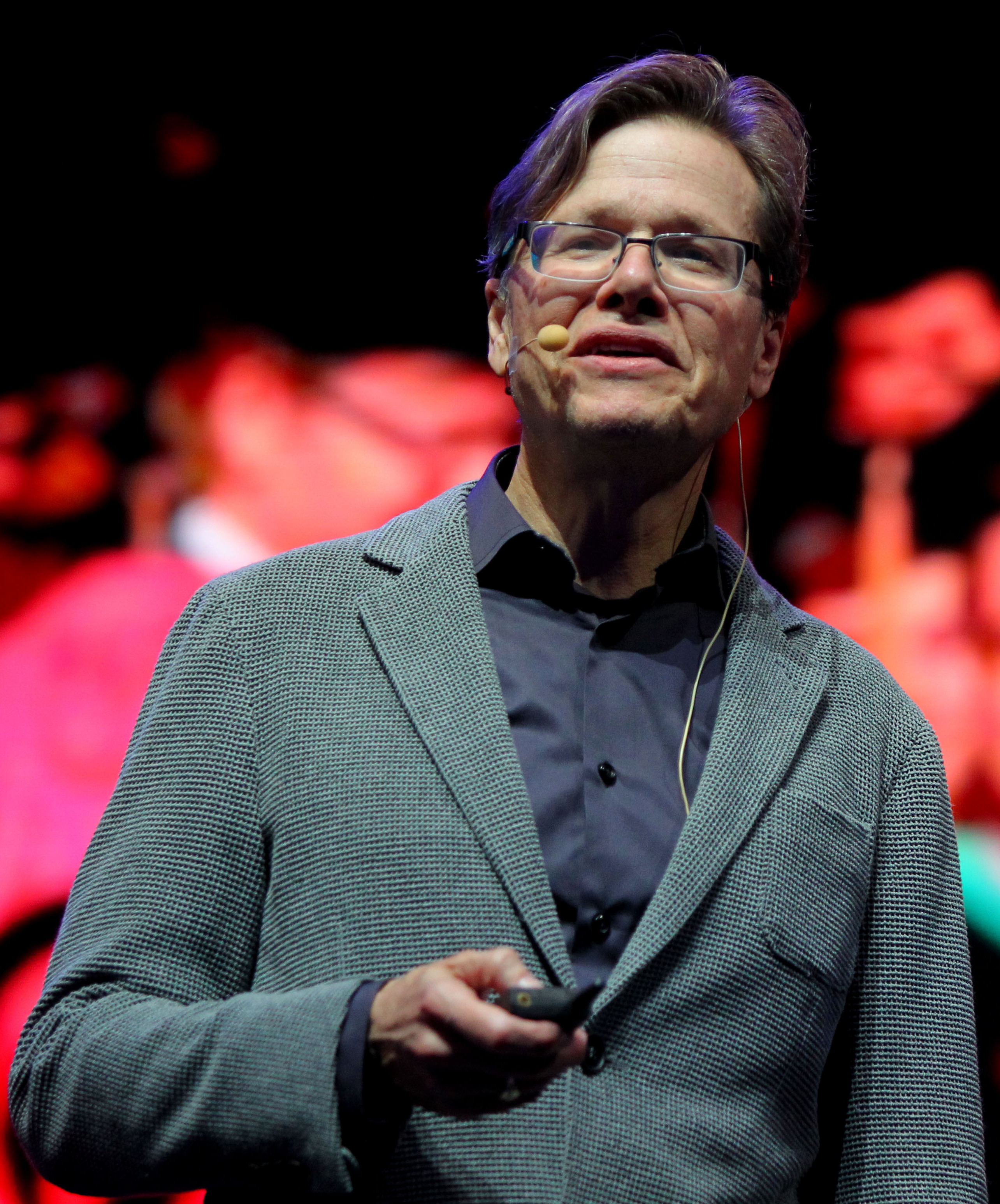
David Donoho auf dem Internationalen Mathematikerkongress 2018

David Leigh Donoho (* 5. März 1957 in Los Angeles) ist ein US-amerikanischer Statistiker.
Donoho studierte Statistik an der Princeton University (Bachelor-Abschluss summa cum laude bei John W. Tukey) und promovierte 1983 bei Peter Huber an der Harvard University (A tool for research in data analysis), während er gleichzeitig bei Western Geophysical in der geophysikalischen Signalverarbeitung arbeitete. Er war als Post-Doc am MSRI und wurde dann Professor an der University of California, Berkeley (an der er seit 1984 war, von 1985 bis 1990 als National Science Foundation Young Investigator). Er ist seit 1990 Professor an der Stanford University. Er war unter anderem Gastprofessor an der Universität Paris, der Universität Tel Aviv (Sackler Professor), der Universität Singapur, der Universität Leiden (Kloosterman Professor) und der Universität Cambridge (Rothschild Lecturer).
Mit S. Chen entwickelte er 1994 die Basis Pursuit-Methode für die Analyse von Frequenzspektren, eine Variante der Frequenzanalyse mit der Methode der kleinsten Quadrate (LSSA, least square spectral analysis). 1982 führte er gleichzeitig mit Stahel die Outlyingness als Maß für Ausreißer ein.
In den 1990er und 2000er Jahren entwickelte er Wavelet-artige Methoden in der Bildverarbeitung (Curvelets, Wedgelets).
Unabhängig von Terence Tao und Emmanuel Candès entwickelte er um 2004 die mathematischen Grundlagen der Compressed Sensing-Methode der Signalverarbeitung, die das Gebiet umwälzte.
1991 war er MacArthur Fellow. 1994 war er Invited Speaker auf dem Internationalen Mathematikerkongress in Zürich (Abstract statistical estimation and modern harmonic analysis). 2001 war er von Neumann Lecturer (What lies behind Wavelets?) der SIAM, dessen Fellow er seit 2009 ist. 2002 hielt er einen Plenarvortrag auf dem ICM in Peking (Emerging Applications of Geometric Multiscale Analysis). 2010 erhielt er den Norbert-Wiener-Preis. 2013 wurde ihm der Shaw Prize für Mathematik zugesprochen, 2016 der Wilks Memorial Award, 2018 der Carl-Friedrich-Gauß-Preis und für 2022 die IEEE Jack S. Kilby Signal Processing Medal.
Er ist Mitglied der American Academy of Arts and Sciences, der National Academy of Sciences und seit 2019 der American Philosophical Society. Zudem ist er Ehrendoktor der University of Chicago. Er ist Fellow der American Mathematical Society. 2010/11 und 2011/12 war er im Abel-Preis-Komitee.
Er ist Mitgründer von D2 Software (die die Software MacSpin für hochdimensionale Datenvisualisierung herstellen) und BigFix (die Software für Remote Network Management herstellen). Er war auch in der Forschungsabteilung des Hedge-Fonds Renaissance Technologies tätig.
Zu seinen Doktoranden zählen Emmanuel Candès und Jianqing Fan.